# Gattermann–Koch-szintézis
A Ludwig Gattermann és Julius Arnold Koch német kémikusokról elnevezett Gattermann–Koch-szintézis olyan Friedel–Crafts acilezési reakció, melynek során benzolszármazékból szén-monoxid és sósav hatására Friedel–Crafts-katalizátor, név szerint AlCl3 mellett egy lépésben benzaldehidszármazék keletkezik. Benzaldehid és számos más aromás aldehid is kényelmesen előállítható ezzel a reakcióval. Nyomnyi mennyiségű réz(I)-klorid és cink-klorid jelenléte is szükséges.
A reakcióra példa a toluol p-tolualdehiddé történő átalakítása.

## Fordítás
Ez a szócikk részben vagy egészben  a   Gattermann–Koch reaction című angol Wikipédia-szócikk ezen változatának fordításán alapul.  Az eredeti cikk szerkesztőit annak laptörténete sorolja fel. Ez a jelzés csupán a megfogalmazás eredetét és a szerzői jogokat jelzi, nem szolgál a cikkben szereplő információk forrásmegjelöléseként.